# Mick Dierdorff
Mick Dierdorff (* 30. April 1991 in Bellevue, Washington) ist ein US-amerikanischer Snowboarder. Er startet im Snowboardcross. Sein größter Erfolg ist der Weltmeistertitel 2019 in dieser Disziplin.

## Werdegang
Dierdorff startete im Januar 2007 in Copper Mountain erstmals im Nor-Am-Cup und belegte dabei den 49. und den 12. Platz. In der Saison 2008/09 gewann er mit einem Sieg und zwei zweiten Plätzen die Gesamtwertung des Nor-Am-Cups. Bei den Snowboard-Juniorenweltmeisterschaften 2009 in Nagano wurde er Achter. Sein Debüt im Weltcup hatte er im September 2009 in Chapelco, das er auf dem 42. Platz beendete. Bei den Winter-X-Games 2010 in Aspen gelang ihn der 16. Platz. In der Saison 2010/11 kam er mit sechs Top-Zehn-Platzierungen auf den fünften Platz und in der Saison 2011/12 mit acht Top-Zehn-Platzierungen auf den vierten Rang in der Gesamtwertung des Nor-Am-Cups. Bei den Snowboard-Juniorenweltmeisterschaften 2011 in Chiesa in Valmalenco wurde er wie zwei Jahre zuvor Achter im Snowboardcross. In der Saison 2012/13 kam er bei allen zehn Teilnahmen im Nor-Am-Cup unter die ersten Zehn und erreichte damit den dritten Platz in der Gesamtwertung. Bei den Winter-X-Games 2014 in Aspen errang er den 13. Platz. Im März 2014 belegte er in La Molina mit dem fünften Platz seine erste Top-Zehn-Platzierung im Weltcup. In der Saison 2014/15 fuhr er beim Nor-Am-Cup in Copper Mountain die Ränge zwei und eins und belegte abschließend den fünften Platz in der Gesamtwertung. Zudem gelang ihn der 17. Platz im Snowboardcross-Weltcup. In der folgenden Saison errang er den 19. Platz im Snowboardcross-Weltcup. Sein bestes Weltcupergebnis dabei war der sechste Platz in Feldberg. Im März 2017 wurde er im Teamwettbewerb in Veysonnaz zusammen mit Jonathan Cheever Zweiter. Zu Beginn der Saison 2017/18 erreichte er mit Platz drei am Cerro Catedral seine erste Podestplatzierung im Weltcupeinzel. Es folgten sechs Top-Zehn-Platzierungen, darunter Platz zwei in Veysonnaz und zum Saisonende den siebten Platz im Snowboardcross-Weltcup. Bei den Olympischen Winterspielen 2018 in Pyeongchang wurde er Fünfter im Snowboardcross. Im folgenden Jahr gewann er bei den Heim-Weltmeisterschaft in Park City gewann er jeweils die Goldmedaille im Einzel und im Teamwettbewerb. Nach Platz 43 und neun in Chiesa in Valmalenco zu Beginn der Saison 2020/21, belegte er bei den Snowboard-Weltmeisterschaften 2021 den 18. Platz. Es folgte der dritte Platz auf der Reiteralm und zum Saisonende der 12. Rang im Snowboardcross-Weltcup. Im folgenden Jahr belegte er bei den Olympischen Winterspielen in Peking den 15. Platz.
Dierdorff nahm bisher an 66 Weltcuprennen teil. Dabei erreichte er 15-mal eine Top-Zehn-Platzierung (Stand: Saisonende 2021/22).

## Teilnahmen an Weltmeisterschaften und Olympischen Winterspielen

### Olympische Winterspiele
- 2018 Pyeongchang: 5. Platz Snowboardcross
- 2022 Peking: 15. Platz Snowboardcross

### Snowboard-Weltmeisterschaften
- 2019 Park City: 1. Platz Snowboardcross, 1. Platz Snowboardcross Team
- 2021 Idre: 18. Platz Snowboardcross
- 2023 Bakuriani: 17. Platz Snowboardcross

## Weltcup-Gesamtplatzierungen
| Saison  | Platz | Punkte  |
| ------- | ----- | ------- |
| 2009/10 | 50.   | 119     |
| 2010/11 | 69.   | 038     |
| 2011/12 | 87.   | 016     |
| 2012/13 | 64.   | 057     |
| 2013/14 | 22.   | 782     |
| 2014/15 | 17.   | 580     |
| 2015/16 | 19.   | 1139,40 |
| 2016/17 | 35.   | 456,10  |
| 2017/18 | 7.    | 3064    |
| 2018/19 | 13.   | 1110    |
| 2019/20 | 31.   | 380     |
| 2020/21 | 12.   | 132     |
| 2021/22 | 26.   | 78      |
| 2022/23 | 32.   | 56      |